# Elina Gustafsson
Elina Gustafsson, född den 6 februari 1992 i Björneborg, är en finländsk ex-boxare. Hon tog VM-brons 2016 och EM-guld 2018.
Gustafsson avslutade sin karriär i november 2020 på grund av hälsoproblem.